# خوسيه لويس سانث
خوسيه لويس سانث ‏ (11 مارس 1948 في سريا - ) إحاثي، وكاتب من إسبانيا.

## الجوائز
- الفريق الوطني الإسباني للعلوم[10][11]